# Batracomorphus harpalyce
Batracomorphus harpalyce är en insektsart som beskrevs av Knight 1983. Batracomorphus harpalyce ingår i släktet Batracomorphus och familjen dvärgstritar. Inga underarter finns listade i Catalogue of Life.